# Втори македонски конгрес
Вторият извънреден македонски конгрес е конгрес на Македонската организация, провел се в София от 3 до 16 декември 1895 година. На конгреса се стига до разцепление в организацията, като от една страна са представителите на русофилската опозиция в България, а от друга Наум Тюфекчиев и военните, осъществили Четническата акция и настояващи за незабавни нови революционни действия.
Конгресът е свикан с Окръжно № 265 от 5 ноември 1895 година. Открит е от председателстващия Македонския комитет Наум Тюфекчиев в присъствието на 14 членове на комитета – Йосиф Ковачев, Васил Диамандиев, Димитър Карамфилович, Димитър Ризов, Александър Радев, М. Иванов, Димитър Матов, Полихрон Нейчев, Коста Шахов, Я. Спространов, Никола Червениванов, Тома Карайовов, Георги Георгов и Илия Георгов.

## Делегати[2]
| Делегати                              | Делегати               | Делегати                                          |
| Дружество                             | Делегати               | Бележка                                           |
| ------------------------------------- | ---------------------- | ------------------------------------------------- |
| Балчишко македонско дружество         | Васил Диамандиев       |                                                   |
| Бобошевско македонско дружество       | Никола Богданов        |                                                   |
| Брезнишко македонско дружество        | Ангел Зографов         |                                                   |
| Бургаско македонско дружество         | Димитър Попгеоргиев    |                                                   |
| Варненско македонско дружество        | Димитър Ризов          |                                                   |
|                                       | Дамян Перелингов       |                                                   |
| Врачанско македонско дружество        | Стефанаки Савов        |                                                   |
| Видинско македонско дружество         | Илия Георгов           |                                                   |
| Добричко македонско дружество         | Коста Арсениев         |                                                   |
| Дупнишко македонско дружество         | Иван Козарев           |                                                   |
|                                       | Никола Малешевски      | Записан е неточно в протокола, като С. Малашевски |
| Златишко македонско дружество         | Георги Николов Чолаков |                                                   |
|                                       | Н. Петров              |                                                   |
| Кюстендилско македонско дружество     | Никола Зографов        |                                                   |
|                                       | Димитър Кушев          |                                                   |
| Ловешко македонско дружество          | Андрей Башев           |                                                   |
|                                       | Тома Давидов           |                                                   |
| Ломско македонско дружество           | А. Ангелов             |                                                   |
| Новоселско македонско дружество       | Иван Я. Велински       |                                                   |
| Осоишко македонско дружество          | Алеко Константинов     |                                                   |
| Пещерско македонско дружество         | Михаил Такев           |                                                   |
| Пловдивско македонско дружество       | Антон Алтънпармаков    | заместен от Данаил Николаев                       |
| Провадийско македонско дружество      | Илия Стоилов           |                                                   |
| Радомирско македонско дружество       | Иван Г. Неврокопски    |                                                   |
| Ряховско македонско дружество         | Иван Димитров          |                                                   |
| Рилско македонско дружество           | Никола Иванов          |                                                   |
| Русенско македонско дружество         | Георги Капчев          |                                                   |
| Самоковско македонско дружество       | Лазар Нишков           |                                                   |
| Саранско македонско дружество         | Иван Грънчаров         |                                                   |
| Свищовско македонско дружество        | Константин Поменов     |                                                   |
| Силистренско македонско дружество     | Мануил А. Каранов      |                                                   |
| Софийско македонско дружество         | Никола Наумов          |                                                   |
|                                       | Спиро Петков           |                                                   |
| Станимашко македонско дружество       | Христо Господинов      |                                                   |
| Татарпазарджишко македонско дружество | Филип Главеев          | заместен от Антон Бузуков                         |
| Търновско македонско дружество        | Александър Людсканов   |                                                   |
| Шуменско македонско дружество         | Яков Янков             |                                                   |
| Белоградчишко македонско дружество    | Георги Влахов          | оспорен мандат                                    |
| Трънско македонско дружество          | Ахил Карадимчев        | не пристига по болест                             |
| Кулско македонско дружество           | Александър Радев       | отхвърлен, в Кула няма дружество                  |
| Плоещ                                 | Д. А. Даскалов         | отхвърлен, в Плоещ няма дружество                 |
| Плевенско македонско дружество        |                        | отхвърлен                                         |
| Цариград                              |                        | отхвърлен, допускат се само от България и Румъния |

## Решения
За председател на конгреса е избран Александър Людсканов, за подпредседател Ив. Козарев, а за секретари Никола Наумов и Илия Георгов. Първият обсъждан на конгреса въпрос по искане на Андрей Башев е дали да бъдат допуснати до участие делегати от Революционните комитети в Македония и офицерите, взели участие в Четническата акция. Конгресът стига до заключението, че революционните комитети не са организирани по решенията на I македонски конгрес, не са явна организация, а тайна и идването им на конгреса е риск и за делото и за самите тях, тъй като ще се разберат от турското правителство и
| „ | за да се премахнат за в бъдеще какви и да било нередовности от страна на бюрото на комитета, което е в най-близки отношения с тия комитети, взе се решение с поименно гласуване, щото Македонските революционни комитети да не се представляват в конгреса, като се дава право на комитета само той да ръководи Вътрешната революционна организация в Македония. | “ |

Офицерите участници в Четническата акция също не са допуснати като делегати на конгреса. Въпросът с офицерите е повдиган отново като се оформят три групи – да се допуснат със съвещателен глас, да се допуснат с решаващ глас и да не се допускат изобщо. Нейчев, Ляпчев, и Ризов се изказват за допускането на офицерите единствено със съвещателен глас, тъй като в противен случай ще се избере комитет, който ще е за въстание при всички обстоятелства. На осмото си заседание на 11 декември конгресът ги допуска като делегати без право на глас, но те отказват. В знак на протест към „изолирането на Македония“ от конгреса и недопускането на офицерите на 15 декември Антон Бузуков и двамата софийски делегати Никола Наумов и Спиро Петков заявяват, че отказват да участват в избора на бъдещия комитет, и че вече са съставили нов Македонски комитет. Така в редовете на Македонската организация започва разцепление.
Конгресът изпраща на граф Николай Игнатиев телеграма по повод 40-годишнината от назначаването му за флигел-адютант на императора телеграма, с която се подчертава предаността към Санстефанския идеал:
| „ | Принимая живейше участие в сороколетном юбилее Вашего сиятельства, Македонский конгрес горячу привествует автора приподанного в Сан-Стефано Болгарскому народу завета. Председател Людсканов. | “ |

Конгресът разглежда Решенията на Първия македонски конгрес и на тяхна база на 15 декември приема нови Статути на македонските дружества, в които целта на организацията и средствата за постигането ѝ остават непроменени – автономия за Македония и Одринско чрез легални политически средства и „прилагание мероприятия, диктувани от силата на обстоятелствата“, които в тайните протоколи са наречени „терор и въстание“.
| „ | I Целта на македонските дружества 1. Целта на македонските дружества е придобиването за население в Македония и Одринско политическа автономия, приложена и гарантирана от Великите сили. II Средства за постигане на целта 2. Въздействие върху правителствата и общественото мнение в България и Европа чрез: а) печатно слово; б) агитации и митинги; в) изпращане на меморандуми и делегати до европейските дворове; г) преговори с другите балкански държавици за общо действие в полза на автономията г) поддържане избора за депутати в Народното събрание на ония лица, които се задължават да действуват и за постигане целта на македонските дружества; 3. Прилагане мероприятия, диктувани от силата на обстоятелствата. | “ |

Комитетът се преименува на Върховен македонски комитет „за отличие от съществуващите в странство тайни и явни комитети“, а членовете му са намалени на 12 като бюрото отпада. В член 18 е прието допълнение, което при прилагане на член 3, тоест за решение за въстание, се изисква не вишегласие, а гласовете на 2/3 от всички членове на комитета.

## Нов Върховен комитет
На последното заседание на 16 декември присъстващите 26 делегати избрат нов състав на комитета.
| Избрани за членове - Йосиф Ковачев (25 гласа), - Пантелей Урумов (25 гласа), - Александър Радев (25 гласа), - Данаил Николаев (24 гласа), - Илия Георгов (23 гласа) - Георги Паунчев (22 гласа) - Тома Карайовов (21 гласа) - Андрей Ляпчев (19 гласа) - Димитър Ризов (17 гласа) - Димитър Матов (17 гласа) - Васил Диамандиев (13 гласа) - Алеко Константинов (13 гласа) | Неизбрани за членове - Антон Бузуков (12 гласа) - Константин Поменов (12 гласа) - Димитър Карамфилович (9 гласа) - Александър Людсканов (8 гласа) |